# Baureihenschema von Kryšpín
Das Baureihenschema von Kryšpín (tschechisch Kryšpínovo značení lokomotiv) ist ein numerisches System zur Kennzeichnung von Lokomotiven, Schlepptendern und anderen Triebfahrzeugen. Es wurde zwischen 1923 und 1987 in der Tschechoslowakei verwendet.

## Geschichte
Bald nach der Entwicklung von Lokomotiven wurde die Notwendigkeit zu ihrer Unterscheidung erkannt, um klarzustellen, von welcher Maschine die Rede ist. Bis heute sind mehrere Methoden in Gebrauch, ein Nummernsystem erwies sich jedoch als am besten geeignet. Da Zahlen oft als unpersönlich empfunden werden, erhalten viele Triebfahrzeuge zudem auch, teils offiziell, teils inoffiziell, Namen oder Spitznamen.

### Ab 1838
Anfangs trug jede Dampflokomotive an der Kessellängsseite einen eindeutigen Namen, der auf Mythologie, Topografie oder Geschichte, manchmal auf bedeutende Persönlichkeiten verwies. So hieß 1838 die erste Lok auf dem Gebiet der späteren Tschechoslowakei Moravia, weitere beispielsweise Vršovice, Jizera, Samson, Gigant usw. Mit der wachsenden Zahl namentlich gekennzeichneter Fahrzeuge wurde jedoch deutlich, dass diese Methode nicht optimal war, da sie nichts über die Eigenschaften einer Lokomotive aussagte. In den 1840er-Jahren wurden die Namen chronologisch durch Nummern ersetzt und diese Vorgehensweise für ungefähr zwanzig Jahre beibehalten.

### 1865 bis 1885
Es folgte ein völlig anderes System, das im Wesentlichen bis heute funktioniert. Ähnliche Lokomotiven bildeten Serien oder Reihen, die mit einer arabischen oder römischen Zahl, einem Buchstaben oder deren Kombinationen gekennzeichnet waren. Zum Beispiel zeichnete die Kaiser Ferdinands-Nordbahn (KFNB) seine Titan zur IIIB 2115 und die Granica zur VC 292 um. Die Kennzeichnung war jedoch bei allen Unternehmen verschieden. Einen ersten Versuch zur Vereinheitlichung unternahmen Anfang der 1880er-Jahre die kaiserlich-königlichen Staatsbahnen (kkStB) bei der Verstaatlichung einiger Privatbahnen. Später führten einzelne Bahngesellschaften eigene numerische Systeme ein.

### 1886 bis 1920
Eine Verbesserung bei den kkStb brachte ab 1886 die Verwendung arabischer Ziffern zur Bezeichnung des Lokomotivtyps. Das nach seinem Schöpfer Hermann von Littrow benannte System litt aber unter der rasanten Entwicklung der Eisenbahn im 19. Jahrhundert, und häufige Ausnahmen entwerteten es. Dessen Einführung half auch nicht den Dutzenden Serien konstruktiv ähnlicher Typen. Die letzte Umbenennung bei den kkStb fand 1904 statt, wobei die Zifferngruppen für den Lokomotivtyp modifiziert und die Inventarnummer durch einen Punkt abgetrennt wurde. Notwendig für die Lokomotivbezeichnung in der gesamten Monarchie war die Kriegskategorie. Eine separate Tafel auf dem Führerstand beinhaltete die grundlegenden technischen Daten, die für den Kriegseinsatz entscheidend waren.

### 1920 bis 1987
Nach der Gründung der Tschechoslowakei übernahmen die neu gegründeten Tschechoslowakischen Staatsbahnen (ČSD) mit den Fahrzeugen der ehemaligen kaiserlich-königlichen Staatsbahnen auch deren Kennzeichnungssystem. Dieses unterschied Fahrzeuge lediglich grob, war unlogisch wegen uneinheitlicher Kriterien und auch wenig praktikabel.
1920 entwarf der damalige Chefkonstrukteur der Lokomotivabteilung in der Ersten Böhmisch-Mährischen Maschinenfabrik Prag, Vojtěch Kryšpín, ein numerisches System, das nach ihm benannt wurde. Anstelle einer Ziffernfolge ohne tiefere Bedeutung unterteilte er die Fahrzeuge nach ihren grundlegenden technischen Parametern. Der erste Vorschlag, der sich nur auf Dampflokomotiven erstreckte – der Verbrennungsmotor- und Elektroantrieb steckten damals noch in den Kinderschuhen – wurde ein Jahr später in die Praxis umgesetzt. Nach dem Erlass 54 024/v/3-23 des Eisenbahnministeriums im September 1923 trat dieses System für alle Lokomotiven der Tschechoslowakischen Staatsbahnen zum 1. Januar 1925 verbindlich in Kraft. Neufahrzeuge wurden bereits zuvor dementsprechend gekennzeichnet. Es war jedoch ein schrittweiser Prozess, begleitet von unzähligen Diskussionen, Änderungen und Ergänzungen. Noch im selben Jahr kehrten die Buchstaben zur Unterscheidung der Traktionsarten sowie zur Kennzeichnung von Schmalspurlokomotiven und Triebwagen in die Baureihenbezeichnungen zurück. Auch einige der verbliebenen Privatbahnen übernahmen Kryšpíns System.
Der Vorteil des Systems bestand aus der Möglichkeit, ohne ergänzende Hinweise auf die betriebliche Verwendbarkeit des Fahrzeugs schließen zu können. Als nachteilig erwiesen sich die fehlende Unterscheidung zwischen Schlepptender- und Tenderlokomotiven, dass Höchstgeschwindigkeiten größer als 120 km/h und Achslasten unter 10 und mehr als 19 t nicht darstellbar waren. Nachträgliche Bauartänderungen hätten konsequenterweise zu verschiedenen Baureihenbezeichnungen innerhalb einer Gattung gezwungen, was nur bedingt erfolgte.

### Ab 1988
Durch den Traktionswandel zu elektrischen und Dieseltriebfahrzeugen, die in der Regel als Drehgestellfahrzeuge ausgeführt wurden, eignete sich Kryšpíns System insbesondere nicht mehr für neue Lokomotiven, denn die meisten mussten aufgrund höherer Geschwindigkeiten, gestiegener Achslasten und der überwiegend vierachsigen Bauweise die Stammnummer 499 erhalten. Zum 1. Januar 1988 wurde das Kryšpín-Baureihenschema formell durch UIC-gerechte Betriebsnummern abgelöst. Deren Aufbau wurde in den frühen 1960ern von den Eisenbahnverbänden UIC und OSŽD entwickelt und gilt per UIC-Verordnung Nr. 438 seit dem 1. Januar 1971. Es enthält ausschließlich Ziffern, die Höchstgeschwindigkeiten der Lokomotiven über 120 km/h einheitlich in Europa angeben. Diese entsprechen im Aufbau den schon vorher bei den Bahnverwaltungen Deutsche Bundesbahn, Deutsche Reichsbahn, Jugoslovenske Železnice und Renfe eingeführten Bezeichnungssystemen mit dreistelliger Stamm- sowie ebenfalls dreistelliger Ordnungsnummer und einer zusätzlichen, durch einen Bindestrich abgetrennten Selbstkontrollziffer.
ČKD Prag lieferte 1988 mit den T 457.0013 bis 0017 die letzten Lokomotiven mit Kryšpín-Kennzeichnung an die ČSD. In der Folge blieben die bisherigen Betriebsnummern nur den an die Industrie gelieferten Maschinen der Baureihen T 419.15, T 238.0 und T 239.1 erhalten. Bei Škoda in Pilsen begann mit der 363 043 die Auslieferung der UIC-gerechten Betriebsnummern.
Obwohl das neue Triebfahrzeugbezeichnungsystem am 1. Januar 1988 formell in Kraft trat und die „Ära“ des Kryšpín-Schemas besiegelt war, wurde die Übergangsfrist für den Schildertausch in vielen Fällen hinausgezögert. Bei den meisten Triebfahrzeugen wurden die neuen Betriebsnummern vorerst zusätzlich angeschrieben. Noch 1997 waren alte Schilder an den M 153.0022, E 458.0035 und mehreren slowakischen T 466.2 zu sehen, an der T 466.2235 in Nové Zámky sogar 1998.

## Systematik der Triebfahrzeuge

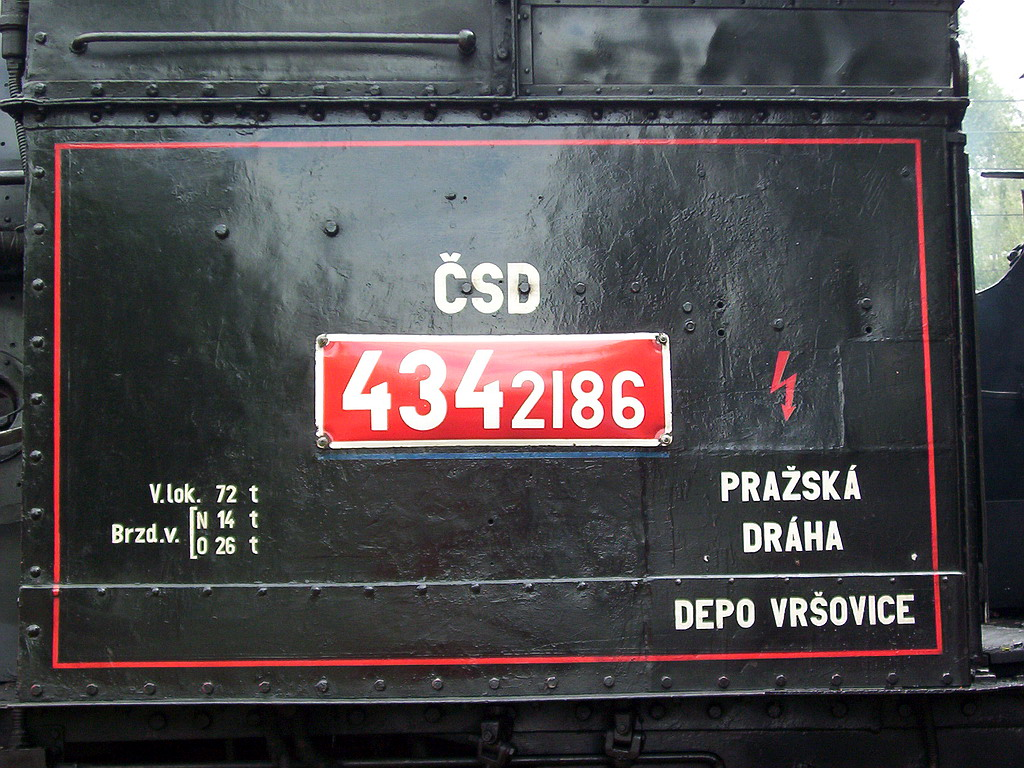
Nummernschild einer Dampflok der ČSD-Baureihe 434.2, der 434 2186

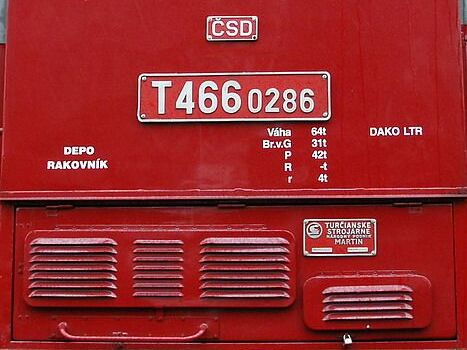
Nummernschild einer Lokomotive der ČSD-Baureihe T 466.0, ab 1988: Baureihe 735

Die Kennzeichnung setzt sich aus dem Buchstabenkürzel der Traktionsart, dem dreistelligen Triebfahrzeug-Code (bei Schmalspurfahrzeugen nur zweistellig) und der drei- oder vierstelligen kleineren Ordnungsnummer zusammen.
Anfangsbuchstaben
- ohne Buchstabe – Dampflokomotiven
- T – Verbrennungsmotorlokomotiven
- M – Verbrennungstriebwagen (anfangs auch Dampf- und Elektrotriebwagen)
- E – Gleichspannungs-Elektrolokomotiven (anfangs Elektrolokomotive allgemein)
- S – Wechselspannungs-Elektrolokomotiven (bis zum 30. Juni 1965 ebenfalls mit E gekennzeichnet)
- ES – Zweisystem-Elektrolokomotiven
- EM – Gleichspannungs-Elektrotriebwagen/Triebwagengarnituren
- SM – Wechselspannungs-Elektrotriebwagen/Triebwagengarnituren
- N – nicht motorisierte Wagen (Teil einer Garnitur) – keine Triebfahrzeuge im eigentlichen Sinn[6]
- Ř oder R – Steuerwagen (einer Garnitur) – keine Triebfahrzeuge im eigentlichen Sinn[6]
- U – Schmalspur-Dampflokomotiven; falls das U einem anderen Buchstaben folgt, handelt es sich um eine Schmalspurversion der angegebenen Traktionart (z. B. TU oder EMU)
- TL – Turbinenlokomotiven
- A – in den 1940er- und 1950er-Jahren Draisinen und LKWs mit Eisenbahnrädern; ab 1993 Akkulokomotiven (früher wurde für sie auch der Buchstabe E verwendet)
- TA – Hybridlokomotiven (d. h. Diesel- und batteriebetrieben)[3]

Große Ziffern
- Die erste Ziffer gibt die Anzahl der angetriebenen Achsen an. (Die Dampflok im obigen Bild hat vier angetriebene Achsen, ebenso die Diesellokomotive im Bild darunter.)
- Die zweite Ziffer dient zur Berechnung der Höchstgeschwindigkeit, indem man zuerst 3 addiert und dann die Summe mit 10 multipliziert. (Die Höchstgeschwindigkeit der Dampflok im Bild beträgt 60 km/h, bei der Diesellokomotive 90 km/h.)
  - Höchstgeschwindigkeiten über 120 km/h blieben in der Bezeichnung unberücksichtigt und wurden mit der höchstmöglichen Ziffer 9 gekennzeichnet.
  - Bei Schmalspurfahrzeugen entfällt die Geschwindigkeitsangabe, da die Strecken, auf denen sie eingesetzt wurden, meist auf 40 km/h begrenzt waren.
- Die dritte Ziffer gibt die Achslast in Tonnen an, die sich aus der Addition von 10 errechnet. (Die Dampflok hat 14 t Achslast, die Diesellokomotive 16 t.)
  - Bei Schmalspurfahrzeugen gibt die zweite Ziffer die Achslast in Tonnen direkt an.[3]

Kleine Ziffern
- Die erste Ziffer bezeichnet die Konstruktionsgruppe (den Fahrzeugtyp). Die Buchstaben und Zahlen einschließlich dieser Ziffer stehen für die jeweilige Lokomotivbaureihe. Die Ziffer 5 kennzeichnete meist Breitspurfahrzeuge, die Ziffer 9 ab 1931 Fahrzeuge von Privatbahnen (offiziell erst ab dem 24. Februar 1938 durch den Erlass j. 9307/V/1-1938).
- Die folgenden zwei bzw. drei Ziffern bilden die Fahrzeug-Inventarnummer innerhalb der jeweiligen Baureihe.[7]

Beispiele
498.022 – Dampflokomotive mit vier angetriebenen Achsen, einer Höchstgeschwindigkeit von 120 km/h (oder mehr) und 18 Tonnen Achsgewicht. Es ist eine „Albatros“ genannte Schnellzuglokomotive und die 22. der ersten Bauserie dieser Baureihe. Bedeutung der Zahlen:
4 - -.- - -   : 4 angetriebene Achsen
- 9 -.- - -  : Höchstgeschwindigkeit (9 + 3) × 10 = 120 km/h (oder mehr)
- - 8.- - -   : Achslast 8 + 10 = 18 t
- - - .0 - - : erste Bauserie dieser Baureihe
- - - .- 22 : 22. Lokomotive dieser Bauserie
U 37.002 – Schmalspur-Dampflokomotive mit drei angetriebenen Achsen und sieben Tonnen Achslast. Es ist eine Schmalspurlokomotive und die zweite der ersten Bauserie dieser Baureihe. Bedeutung der Zahlen:
3 -.- - -  : 3 angetriebene Achsen
- 7.- - -   : 7 t Achslast
- - .0 - -  : erste Bauserie dieser Baureihe
- - .- 02  : 2. Lokomotive dieser Bauserie

## Systematik der Dampflokomotiv-Schlepptender

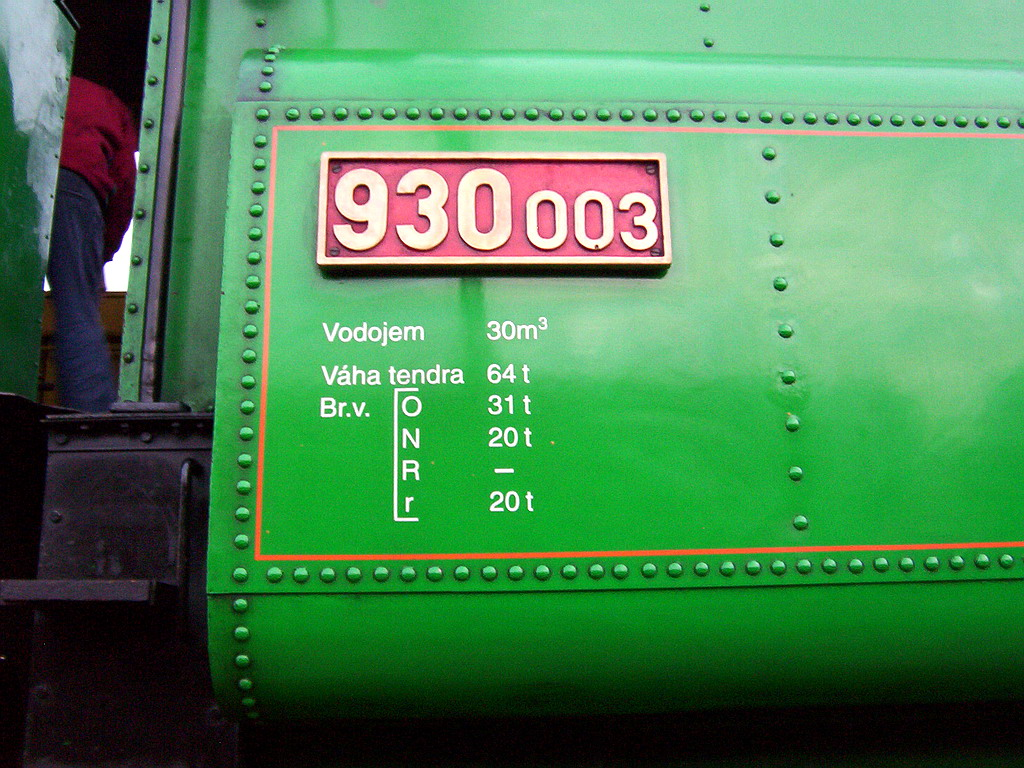
Nummernschild des Tenders 930 003 an der ČSD-Lokomotive 486 007

Die Dampflokomotiv-Schlepptender besaßen ein eigenes ähnliches Kennzeichnungssystem.
- Die erste große Ziffer gibt das Volumen in m³ für den Kohlevorrat an, das sich durch Addition der Zahl 3 errechnet. (Der Tender im nebenstehenden Bild hat 12 m³ oder mehr Raum für Kohle.)
  - Volumen über 12 m³ wurden bei der Kennzeichnung nicht berücksichtigt und mit der höchstmöglichen Ziffer 9 gekennzeichnet.
- Die zweite und dritte große Ziffer geben das Volumen für den Wasservorrat in m³ an. (Der Tender im nebenstehenden Bild hat einen 30 m³-Wassertank.)
- Die erste kleine Zahl kennzeichnet die Tenderbauserie (den Typ).
- Die nachfolgenden kleinen Ziffern bilden die Inventarnummer des Tenders innerhalb der jeweiligen Bauserie.

Beispiel
935.1102 – Dampflokomotiv-Tender mit mindestens 12 m³ Kohlevorrat, einem 35 m³ Wassertank und der 102. Tender aus der zweiten Bauserie innerhalb dieser Baureihe. Bedeutung der Ziffern:
9 - -.- - - -   : 9 + 3 = 12 m³ (oder mehr) Kohlevorrat
- 35.- - - -  : 35 m³ Wasservorrat
- - - .1- - -  : zweite Bauserie innerhalb dieser Baureihe
- - - .- 102 : 102. Tender dieser Bauserie

## Ausführung
Es gab zwar Normen zur Fahrzeugkennzeichnung und zum einheitlichen Erscheinungsbild der Kennzeichnung, aber Hersteller und Werkstätten handhabten deren Gestaltung nach eigenen Vorstellungen. Große Unterschiede bestanden nicht nur im verwendeten Material und den Abmessungen, sondern auch im Schrifttyp und in der Größe der Ziffern usw. Die Bahnverwaltung duldete diese „Anarchie“ stillschweigend und ordnete nur in Ausnahmefällen eine Änderung des Erscheinungsbildes an.

### Einzelziffern vs. Schilder
Ab 1921 wurden vorwiegend separate Messingziffern am Führerstand der ČSD-Dampflokomotiv-Baureihen 365.0, 445.1, 534.0, 423.0 und 354.1 angebracht. Nur an der Stirnseite „thronte“ ein Schild mit der Lokomotivnummer – zunächst ohne, später mit einer Umrandung. Die separaten Ziffern waren jedoch nicht lange anzutreffen, da die Lokomotivhersteller bereits 1923 darauf verzichteten. In Ausnahmefällen tauchten sie noch später auf, beispielsweise 1934 beim Triebwagen M 274.0, dem sogenannten Blauen Pfeil.
Die Zukunft gehörte eindeutig dem klassischen Nummernschild, rechteckig aus Metall gegossen, mit einem Rahmen am Rand und vier Löchern für Schrauben in den Ecken. Die Schilder der Dampflokomotiven haben die Standardmaße mit einer Höhe von 20 und einer Länge von 55 oder 61 bzw. 60 Zentimetern – je nach Stellenzahl der Inventarnummer – immer beibehalten. Die großen Ziffern waren 14 und die kleinen 10 cm hoch.

### Materialien
Als Material für die gegossenen Schilder wurde in der noch jungen Tschechoslowakei Messing benutzt, das während des Zweiten Weltkrieges jedoch für die Rüstungsindustrie benötigt wurde. Als Alternative nutzten die Hersteller zu dieser Zeit Leichtmetalllegierungen, beispielsweise Zinkal, d. h. eine Aluminium-Zinklegierung, die bereits vor dem Krieg an Triebwagen zum Einsatz kamen. Im böhmisch-mährischen Teil des Eisenbahnnetzes wurde Messing auch massenhaft den in Betrieb befindlichen Fahrzeugen entnommen, in der Slowakei blieb es während der Kriegszeit erhalten. Obwohl es während des Krieges eine kurze Renaissance des Messings gab, wurde es nach nur wenigen Jahren auf den Baureihen 475.1, 476.1, 477.0, 556.0 und 498.1 wieder durch Leichtmetall oder Gusseisen ersetzt. Ebenfalls aus Aluminium gefertigt wurden die Schilder der ab 1949 gebauten Triebwagen M 131.1 und M 262.0.
Ab Anfang der 1950er-Jahre tauchten Emailleschilder auf. Die verbreitete Farbkombination – weiße Ziffern auf rotem Grund – wurde durch die atypische Farbgebung an den M 131.1 mit den Inventarnummern 349 bis 549 und „inversen“ Farben – rote Schrift auf weißem Untergrund – gestört.
Des Weiteren charakteristisch waren Nummernschilder der ungarischen Firma Ganz an den Lokomotiven der Baureihe T 455.0 oder den Triebwagen M 498.0 (M 298.0) mit auf dickes Blech genieteten Metallziffern.
Ergänzt wurde die Artenvielfalt durch transparente, „auf Glas gemalte“ Triebfahrzeugnummern an den Hektors, Bardotkas, Čmelaks und Pomarančs, aber auch blecherne, die mitunter nur vorübergehend, andermal dauerhaft Bestandteil ganzer Lokomotivbaureihen wurden (z. B. erhielten die T 334.0 ab 1977 in den Werkstätten ausschließlich Blechnummern).

### Inventarnummern

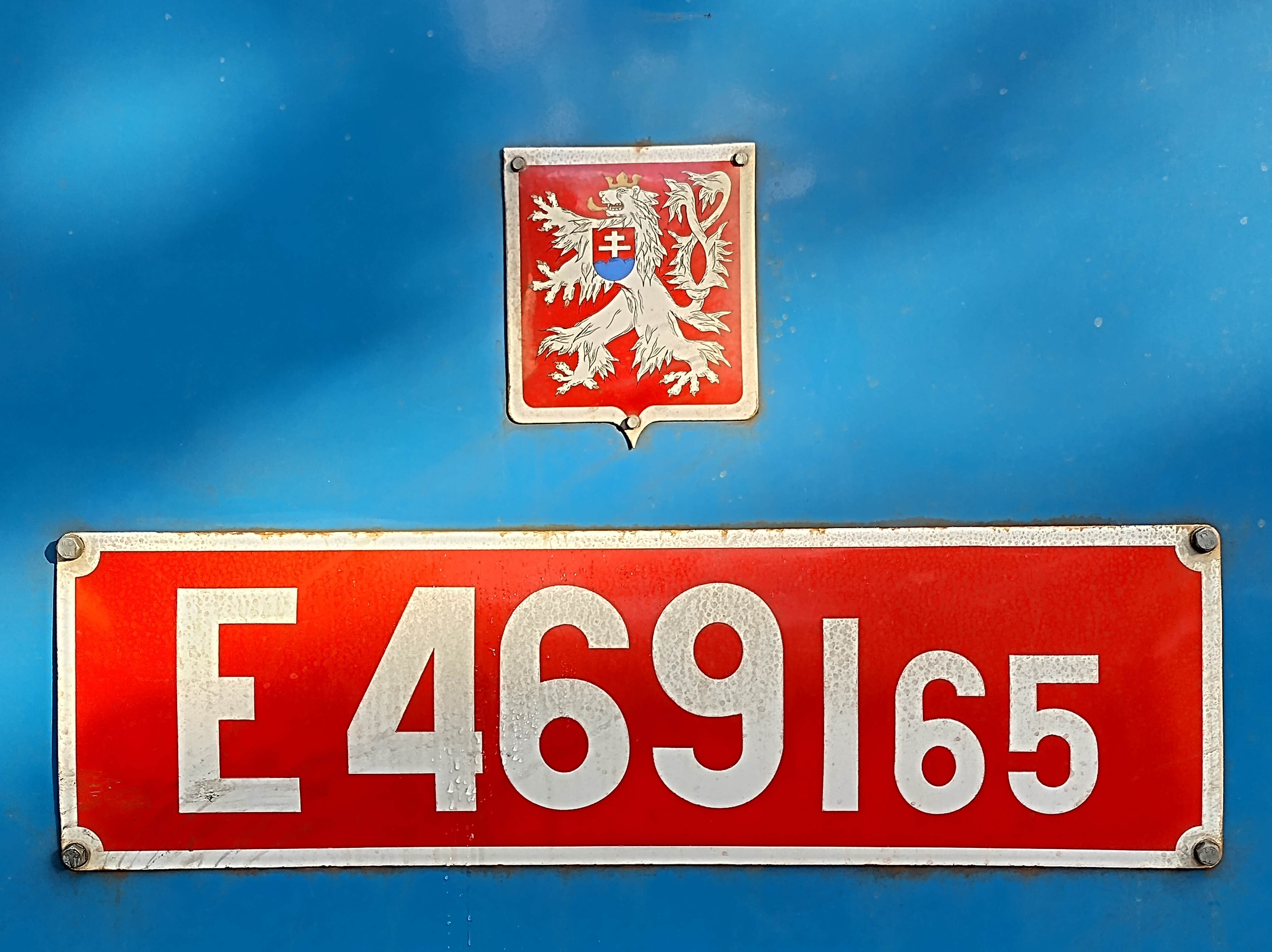
Email-Schild mit mittelgroßer Ziffer und zweistelliger Inventarnummer

Eine Änderung erfuhren ab 1977 die bis dahin standardmäßig zweistelligen Inventarnummern (z. B. T 435.004). Erst als deren Kapazitätsgrenze erreicht war, wurden diese dreistellig (d. h. auf T 435.099 folgte T 435.0100). Zur Vereinheitlichung wurde angeordnet, dass alle Triebfahrzeuge – selbst die mit niedrigeren Nummern – eine dreistellige Inventarnummer auf dem Schild erhalten (T 435.0004). Auch hier gab es Ausnahmen in beide Richtungen. So erhielten z. B. die Rangierlokomotiven T 211.0 ab 1958 oder die T 458.1 ab 1963 solche Nummern. Und die Zahnradlokomotiv-Baureihe T 426.0 erlebte Ende 1987 mit einer zweistelligen Inventarnummer den Übergang zur UIC-Bezeichnung.
Einen umgekehrten Prozess unternahm zwischen 1967 und 1971 die Turčianske strojárne Martin (TCM) an der Baureihe T 212.0. Ältere Maschinen erhielten „fortgeschrittene“ dreistellige Nummern, neuere mussten sich aber mit zweistelligen begnügen. Ein besonderes Spezifikum praktizierte Škoda Pilsen bis etwa 1974 bei Elektrolokomotiven mit einer mittelgroßen Ziffer zur Unterscheidung der Bauserie von der Inventarnummer.

### Abmessungen
Was die Abmessungen betrifft, waren sie bei der Dampftraktion überwiegend einheitlich. Umso mehr Unterschiede entwickelten sich bei modernen Traktionsarten, z. B. kleine grüne Schilder an den Seiten des EM 475.1 (14 × 74 cm), ungewöhnlich auch wegen ihrer Befestigung mit nur zwei Schrauben.
Extreme mit den kleinsten Nummernschildern bildeten die Triebwagen M 232.0 und die M 130.1 (mit den Inventarnummern 01 bis 81) aus der Zwischenkriegszeit. Der Hersteller montierte ihnen ca. 10 cm hohen und ca. 35 cm langen „Miniatur“-Messinggussteile an die Außenwände. Die Baureihen EM 488.0 und SM 488.0 erhielten dagegen die stattlichen Schildergrößen von 20 × 92,5 cm.

### Gestaltungsvielfalt
Im ČSD-Netz „wimmelte“ es von verschiedenen Ziffer-Schrifttypen, wobei die meisten auf die 1 entfielen: fett, dünn, mit oder ohne „Schnabel“. Fast „schizophren“ verhielten sich einige Nummernschilder jedoch bei der Ziffer 4. ČKD Prag sowie ŠKODA Pilsen verwendeten eine Gussform, in der die große 4 eine geschlossene Form hatte, aber die kleine 4 eine offene. Im Gegensatz dazu produzierte das Werk Šumperk die umgekehrte Version.
Ein Punkt auf den Schildern tauchte nach Entscheidung der Hersteller nur gelegentlich auf und fasste traditionell keinen Fuß. Er belebte in runder Gestalt die Emaillenummernschilder an der T 679.1026 bis etwa zur 1066. Einen quadratischen Punkt trugen alle M 240.0, EM 475.1 sowie einige Rangierlokomotiven aus der TSM Martin.
Den Schriftuntergrund gestalteten die Lokomotivhersteller individuell. Eine fast glatte oder nur leicht ausgeprägte, schräg gerasterte Fläche mag stumpf gewirkt haben, sodass Tatra Kopřivnice oder ŠKODA Pilsen die Ziffern in ein tief geprägtes diagonales Raster setzten, das sie auch nach 1987 beibehielten. Die TSM Martin verwendete ein vertikal-horizontales Gitter und ČKD Prag eins, bei dem sich senkrechte und waagerechte Linien abwechseln.
Die Artenvielfalt lässt sich jedoch am besten an bestimmten Lokomotivtypen verdeutlichen. Die Sergejs der Baureihe T 679.1 waren hierfür als Spezialisten bekannt, an denen während ihrer Zeit bei der ČSD bis zu fünf Schilder-Grundtypen anzutreffen waren. Darunter befanden sich völlig untypische Formen, die der russische Hersteller für die Inventarnummern 1001 bis 1025 (und auch an der 679.5) nutzte, inspiriert von einem Muster für die ungarische MÁV, denen er die Sergejs schon vor der Tschechoslowakei lieferte.
In puncto Fantasie den T 679.1 dicht auf den Fersen waren die „Sechsräder“ der Baureihe E 669.1. Diese erhielten ab Werk emaillierte Nummernschilder, die später bei Gelegenheit durch gegossene der ŽOS Vrútky ersetzt wurden – zunächst mit einer 1 in Form eines Klöppels, später mit einem Schnabel – bis schließlich auf eine universelle Gussform umgestellt wurde, die jedoch nicht ganz einheitlich blieb. Dies äußerte sich in unregelmäßigen Abständen der Inventarziffern oder uneinheitlichen Lochgrößen in den großen Ziffern 6 und 9.